# Bintou (film)
Pour l’article homonyme, voir Bintou.
Pour plus de détails, voir Fiche technique et Distribution.
Bintou (également connu sous le titre A Close-Up on Bintou) est un court métrage franco-burkinabé de 2001 réalisé par Fanta Régina Nacro. Il faisait partie de la collection 2002 Mama Africa.

## Synopsis
Mère de trois enfants Bintou, elle est battue par son mari Abel, pour avoir utilisé l'argent du ménage pour payer pour que sa fille aille à l'école pour recevoir l'éducation qui lui a été refusée dans sa propre enfance. Abel pense que seuls ses fils devraient être éduqués. Étant donné que son mari refuse de payer pour qu'une fille soit scolarisée, Bintou est déterminée à gagner elle-même l'argent. Cependant, la seule possibilité qu'elle possède est la culture de germes de mil. Elle doit trouver les pots et obtenir des sacs de mil chez le commerçant, tandis que son mari sabote continuellement ses efforts.

## Fiche technique
- Producteur : Simon Bright
- Productrice déléguée : Claire Lajoumard
- Productrice exécutive : Claire Lajoumard
- Réalisatrice : Fanta Régina Nacro
- Scénario : Fanta Régina Nacro
- Directrice photo : Nara Keo Kosal
- Image : Nara Kéo Kozal
- Son : Francis Bonfanti
- Musique : Yacouba Compaoré ak Maï Lingani
- Lieux de tournage : France, Zimbabwe, Burkina Faso
- Montage : Nano Chesnais
- Mixage son : Patrice Mendez
- Format : 35 mm, 1.85, couleurs, Dolby SR
- Genre : drame
- Durée : 31 minutes
- Sortie : 2001

## Distribution
- Hyppolite Ouangrawa : Abel, le mari de Bintou
- Alima Salouka : Bintou
- Odilia Yoni

## Distinctions
Bintou a remporté plusieurs prix en 2001 et 2002, notamment au Festival de Cannes, au Festival international du film d'Amiens, au Festival international du film des Bermudes, au Festival international du court métrage de Clermont-Ferrand, au Festival international du film de Marrakech et au Festival panafricain du cinéma et de la télévision de Ouagadougou.